# Гаврош (фильм)
«Гаврош» — героико-революционный фильм по мотивам романа Виктора Гюго «Отверженные», снят режиссёром Татьяной Лукашевич на киностудии Мосфильм в 1937 году.
Восстановлен на Киностудии им. М. Горького в 1976 году.

## Сюжет
Сюжет фильма значительно отличается от сюжетной линии романа. Добавлены новые персонажи, мотивация героев адаптирована для восприятия атмосферы революционной романтики юным зрителем.
Париж, 1832 год. Убежавшего с каторги Туше арестовывают на его прежней квартире, в тот момент, когда полиция пришла выселять жильцов дома Горбо на улицу за неуплату.
Детей Туше, после смерти матери, пригрел маленький бродяга Гаврош, ночующий внутри деревянной статуи слона на площади Бастилии. Позже он помог их отцу бежать из тюрьмы и встретился с ним уже на баррикаде Монмартра, построенной революционно настроенными парижанами.
Командир защитников Анжольрас передал Гаврошу скорбную весть о гибели его отца в застенках королевской тюрьмы. Мальчик сражается наравне с другими революционерами и гибнет от пули гвардейца, отправившись в смелую вылазку за патронами.

## В ролях
- Николай Сморчков — Гаврош Тенардье
- Иван Новосельцев — Анжольрас
- Нина Зорская — Мадлен, цветочница
- Павел Массальский — Монпарнас, вор
- Иван Аркадин — продавец церковных купелей
- Георгий Черноволенко — Жак
- Василий Новиков — Марсель
- Д. Попов — Туше
- Эдуард Гунн — Гюльмер, вор
- Андрей Кораблёв — Жавер
- Николай Погодин — Новет, мальчик
- Иван Бобров — оружейник (нет в титрах)
- Василий Новиков — эпизод

## Съёмочная группа
- Автор сценария: Георгий Шаховской
- Режиссёр-постановщик: Татьяна Лукашевич
- Сорежиссёр: А. Слободник
- Оператор-постановщик: Евгений Андриканис
- Композитор: Юрий Никольский
- Художники-постановщики: Иосиф Шпинель, Александр Жаренов
- Звукооператор: Сергей Минервин
- Директор: Илья Вайсфельд